# Orchestre symphonique de Berne

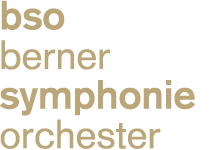
Logo de l'orchestre symphonique de Berne

Pour les articles homonymes, voir BSO.
L'Orchestre symphonique de Berne, appelé en allemand Berner Symphonieorchester ou BSO, est l'orchestre principal de la ville de Berne, en Suisse. Il a été fondé en 1877.

## Historique
Fondé en 1877, l'orchestre porte jusqu'en 1965 le nom de Berner Stadtorchester, avant d'adopter celui de Berner Symphonieorchester.
La formation assure la saison symphonique et les services lyriques de l'Opéra de Berne.
Entre 2010 et 2021, il est dirigé par Mario Venzago.
En 2023, Krzysztof Urbański (en) est nommé chef d'orchestre principal de l'Orchestre symphonique de Berne à compter de la saison 2024-2025, pour une durée de trois ans.

## Directeurs musicaux
Comme directeurs musicaux de l'orchestre se sont succédé :
- Adolf Reichel (en) (1877-1884) ;
- Karl Munzinger (de) (1884-1909) ;
- Fritz Brun (1909-1941) ;
- Luc Balmer (1941-1964) ;
- Paul Kletzki (1965-1968) ;
- Charles Dutoit (1968-1978) ;
- Gustav Kuhn (1979-1982) ;
- Peter Maag (1984-1991) ;
- Dmitri Kitajenko (1991-2004) ;
- Andrey Boreyko (2004-2010) ;
- Mario Venzago (2010-2021) ;
- Krzysztof Urbański (en) (à partir de 2024).

## Créations
L'Orchestre symphonique de Berne est le créateur de plusieurs œuvres, de Ross Lee Finney (Concerto pour piano no 1, 1951), Rudolf Kelterborn (Erinnerungen an Orpheus, 1979), Charles Koechlin (Silhouettes de comédie, concerto pour basson, 1993), Ernst Křenek (Die Nachtigall, 1931), Jean Langlais (Concerto pour orgue no 1, 1951), Frank Martin (Concerto pour sept instruments à vent, 1949), Armin Schibler (Dialogues concertants, 1987), Heinrich Sutermeister (Die Alpen, 1948 ; Marche fantasque, 1950 ; Quadrifoglio, 1977 ; Concerto pour piano no 3, 1990) et Sándor Veress (Tromboniade, concerto pour deux trombones, 1991), notamment.